# Einar Lönnberg
Axel Johann Einar Lönnberg (Stoccolma, 24 dicembre 1865 – Stoccolma, 21 novembre 1942) è stato uno zoologo svedese.

## Opere
- "Observations on certain Flat-fishes" Öfvers. k. Vetensk.-Akad. Förhandl. 1894: 571-588 (1894)
- "Notes on fishes collected in the Cameroons by Mr. Y. Sjöstedt" Öfversigt af Kongl. Vetenskaps-Akademiens Förhandlingar 1895: 179-195 (1895)
- "Linnean type-specimens of birds, reptiles, batrachians and fishes in the Zoological Museum of the R. University in Upsala" Bihang till K. Svenska Vet.-Akad. Handlingar 22 (4), (1): 1-45 (1896)
- "Beiträge zur Fauna der Bären-Insel. 2. Der Saibling der Bären-Insel" Bihang till K. Svenska Vet.-Akad. Handlingar 26 (4), (4): 1-8 (1900)
- "On a collection of fishes from the Cameroon containing new species" Annals and Magazine of Natural History (7) 12:37-46 (1903)
- "On some fishes from the lakes of the Cameroon Mountain" Annals and Magazine of Natural History (7) 13: 135-139 (1904)
- "De svenska ryggradsdjurens vetenskapliga namn" Almqvist & Wiksells boktryckeri, Uppsala & Stockholm, 159 (1908)
- "Professor J.G. Anderssons vetenskapliga arbeten i Kina. En översiktlig redogörelse" Ymer 1922: 129-163 (1922) con G. Andersson, T. G. Halle, C. Wiman
- "Some new Silurids from the Congo" Annals and Magazine of Natural History (9) 10: 122-127 (1922) con H. Rendahl
- "On a New Fossil Porcupine from Honan with Some Remarks about the Development of the Hystridae"  Stockholm (1924)
- "Eine neue Art der Gattung Corydoras" Arkiv för Zoologi, 22A (5): 1-6 (1930) con H. Rendahl
- "Till kännedomen om blågyltans (Labrus ossifagus L.) levnadshistoria" Fauna och Flora 1936: 145-155 (1936) con G. Gustafson